# Honda ZR-V
Honda ZR-V — компактний кросовер, що випускається компанією Honda з 7 червня 2022 року в Північній Америці під назвою Honda HR-V.
Назва «ZR-V» означає «Z Runabout Vehicle», посилання на покоління Z.

## Історія

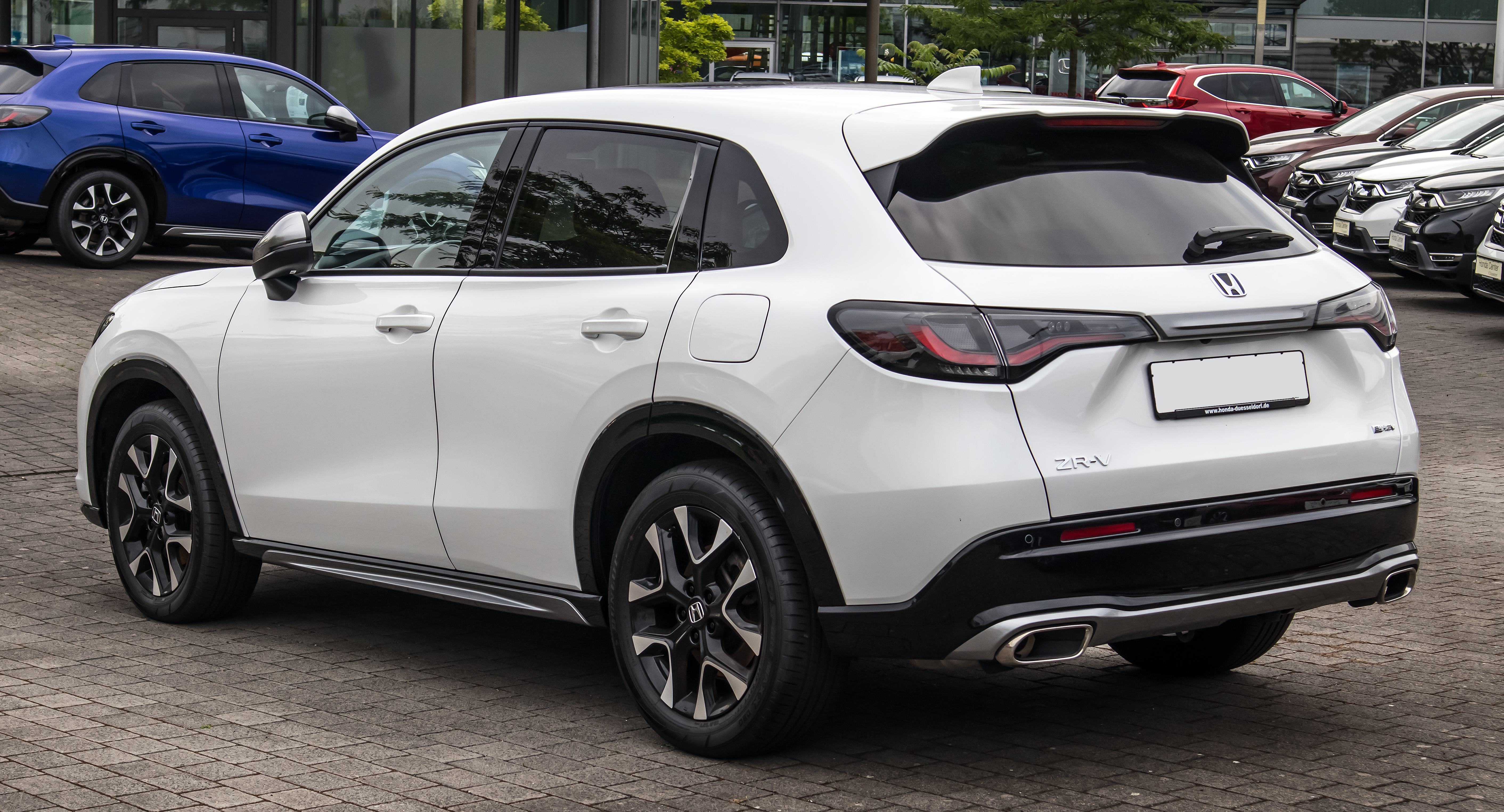
Honda ZR-V e:HEV

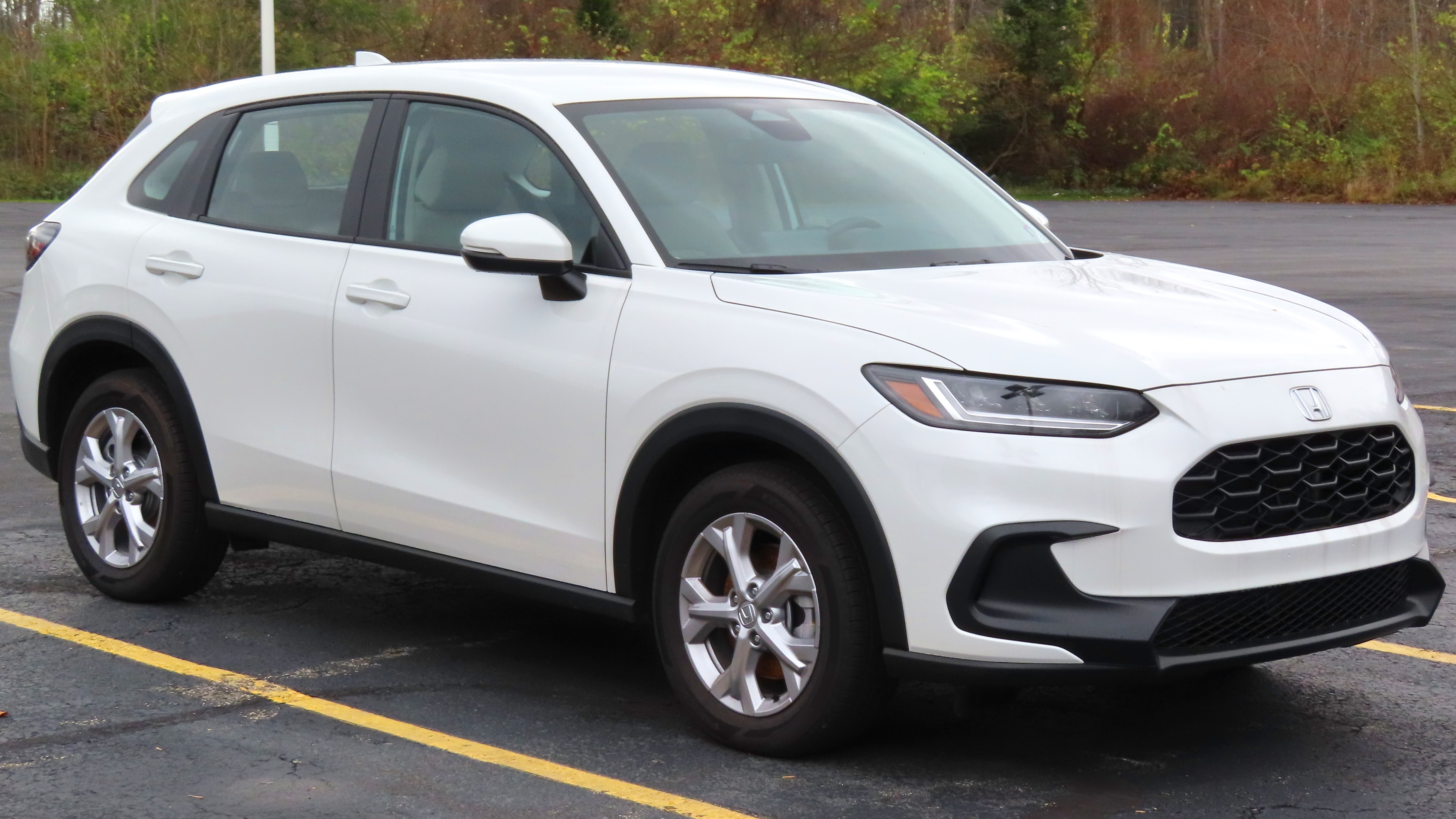
Honda HR-V LX AWD (Пн. Америка)

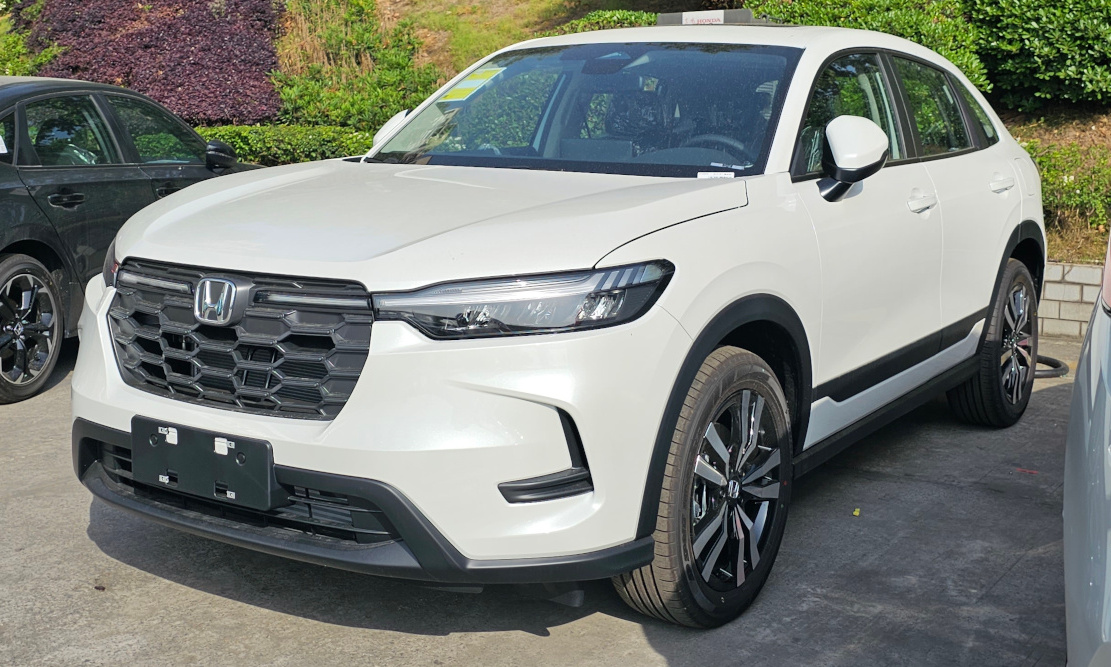
Honda HR-V (RZ; Китай)

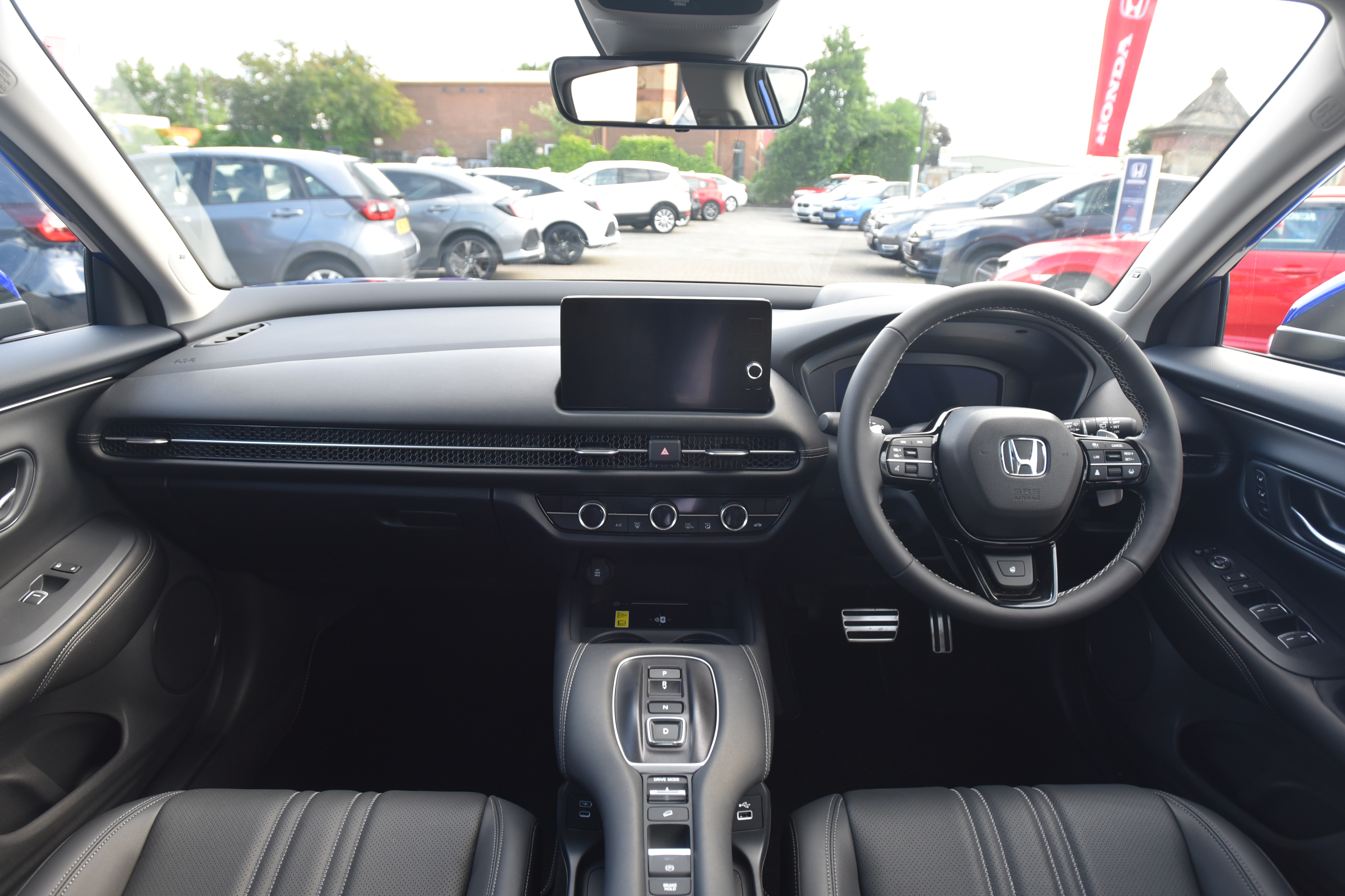

Вперше автомобіль Honda ZR-V був представлений у США 4 квітня 2022. В ієрархії автомобіль заповнює проміжок між Honda HR-V та Honda CR-V.
Автомобіль виробляється на тій же платформі Honda Architecture (HA), що і Honda Civic одинадцятого покоління.
У Північній Америці автомобіль виготовляється з 7 червня 2022 року. 
Автомобіль оснащений двигуном внутрішнього згоряння об'ємом 2 літри та потужністю 160 к. с.
Оздоблення автомобіля: LX, Sport та EX-L.
У 2023 році він отримав 4 зірки рейтингу Euro NCAP.

## Двигуни
Бензинові:
- 1496 см3 L15C1 turbo I4 178 к.с. 240 Нм (RZ3/5; Японія)
- 1498 см3 L15C1 turbo I4 182 к.с. 240 Нм (RZ3/5; Китай)
- 1996 см3 K20Z5 I4 160 к.с. 187 Нм (RZ1/2; Пн. Америка)

Бензиновий hybrid:
- 1993 см3 LFC-H4 I4 141 к.с. 182 Нм + електродвигун H4 184 к.с. 315 Нм (RZ4/6; Європа, Японія і Китай)

## Продажі
| рік  | США     | Канада | Мексика | Бразилія | Японія | Китай  | Китай  |
| рік  | HR-V    | HR-V   | HR-V    | ZR-V     | ZR-V   | ZR-V   | HR-V   |
| ---- | ------- | ------ | ------- | -------- | ------ | ------ | ------ |
| 2022 | 115,416 | 11,031 |         |          | 2,892  | 3,037  |        |
| 2023 | 122,206 |        | 9,061   | 699      | 21,168 | 13,794 | 30,374 |